# Microchelifer minusculoides
Espèce
Synonymes
- Chelifer minusculoides Ellingsen, 1912

Microchelifer minusculoides est une espèce de pseudoscorpions de la famille des Cheliferidae.

## Distribution
Cette espèce est endémique d'Afrique du Sud. Elle se rencontre vers King William's Town.

## Description
Le mâle holotype mesure 1,5 mm.

## Publication originale
- Ellingsen, 1912 : The pseudoscorpions of South Africa, based on the collections of the South African Museum, Cape Town. Annals of the South African Museum, vol. 10, p. 75-128 (texte intégral).